# Centre d'arts plastiques de Royan
Le Centre d'arts plastiques de Royan (ou CAP de Royan) est un centre d'art contemporain situé dans le quartier du port de la cité balnéaire, quai de l'Amiral Meyer.

## Histoire du centre d'art
Le Centre d'arts plastiques de Royan a été fondé en 1989 par Henri et Maryvonne Georget. Il a présenté l’art moderne et contemporain à un large public et à un public scolaire.
De nombreux artistes ont exposé au Centre de 1990 à 2014 : « l’art des années cinquante » fut tout d’abord privilégié, en rapport avec le patrimoine architectural de la ville (qui a été en grande partie reconstruite après-guerre).
Puis à partir de 1992, le Centre d'arts plastiques de Royan a privilégié des artistes vivants, de France, d’Allemagne (Neumann), de Suède (Asker), de Hongrie (Mark), d’Italie (Magnelli), d’Espagne (Lobo, Chillida), de Catalogne (Ros Blasco, Ràfols-Casamada), de Russie (Mansouroff). Un catalogue conséquent a accompagné chaque exposition.
Depuis 2000, le Centre constitue une collection d’œuvres qui, avec les publications, entend garder la mémoire de ces différentes expositions.

## La nouvelle programmation
Depuis fin 2014, le Centre d'arts plastiques de Royan est présidé par Antoine Frérot et dirigé par Jean-Pascal Léger.
Les premières expositions de la nouvelle programmation sont :
- Thibault Hazelzet, Photographies et Sculptures, du 6 février au 29 mars 2015
- Jan Voss, Papiers et Peintures 2012-2015, du 4 juillet au 4 octobre 2015
- Robert Groborne, Sculptures, Lucien Hervé, Photographies, Anna Mark, Gouaches, du 5 février au 28 mars 2016
- L’Oiseau, œuvres de Claude Hassan, Charles Maussion, Antoni Ros Blasco, Pierre Tal Coat, été 2016
- Guy Le Meaux, Articulation, du 4 février au 2 avril 2017[3]
- Pierre Tal Coat, du 2 juillet au 1er octobre 2017
- Angles de lumière, œuvres de Antoine Graziani, Anna Mark, André Marfaing, Hanns Schimansky, Josef Nadj, du 3 février au 2 avril 2018
- Albert Ràfols-Casamada, Echo, du 7 juillet au 30 septembre 2018
- La couleur et l'ombre, œuvres de Robert Groborne, Guillaume Lebel, Pascal Piron, du 1er février au 31 mars 2019
- La couleur, œuvres de Michel Coutureau, Joël Denot, Anna Mark, Thomas Müller,  Paul Pagk, Albert Ràfols-Casamada, Pascal Ravel, Jan Voss, Hanns Schimansky, Pierre Tal Coat, du 5 juillet au 30 septembre 2019
- Thomas Müller, Dessins, février-mars 2020
- Antoni Ros Blasco, Peintures récentes, septembre-octobre 2020
- Michèle Poitrenaud, 12 dessins, septembre-octobre 2020